# 西安银桥乳业集团
西安银桥乳业（集团）有限公司，簡稱银桥集团及银桥，是中國大陸奶製品生產商之一，前身为1979年于临潼相桥建厂的相桥乳品厂 ，1992年与香港广银发展有限公司合资成立西安银桥乳制品实业有限公司，1995年组建西安银桥企业集团。
长期以来，陕西本地一直都是银桥乳业的主要市场，2013年银桥在陕西省的乳制品占有率为46%。

## 历史
1979年，相桥乳品厂于临潼县相桥镇建厂。
1986年，成为世界银行和欧共体援华项目实施单位。
1991年，晋升为国家二级企业。
1992年，与香港广银集团合资成立西安银桥乳制品实业有限公司。
1995年，组建西安银桥企业集团，跨入中国乳品十强企业行列。
1995年，成为国际乳品联合会（IDF）成员单位。
1996年，产值及销售突破亿元，通过ISO9001国际质量体系和产品质量认证。
1997年，银桥集团泾阳乳品公司建成投产。
1999年，完成股份制改造，在临潼经济开发区投资1.2亿元兴建现代化综合乳品生产基地。
2001年，集团总部迁入临潼经济开发区，综合乳品生产基地一期工程竣工投产,“银桥牌”系列液态奶上市。
2003年，集团液态奶二期扩建工程被列为陕西省重点工程项目，投资1.8亿元的综合乳品生产基地二期扩建工程竣工投产。
2003年11月，在陕西省政府的牵线搭桥下，银桥乳业通过借壳收购新加坡主板上市公司TSM资源登陆市场，融资3.8亿元人民币。企业更名为西安银桥生物科技有限责任公司（临潼分公司）。
2004年，与新疆奎屯兵团农七师合作成立银桥国际奎屯公司。
2013年，将持有的新疆奎屯公司全部60%股权转让。
2014年，受“平均售价下降”影响业绩开始下滑，营收同比下降7.8%，其中原奶和成品乳收入分别下降48.4%和6.7%，其天津工厂也于同年1月完成全部股权转让。
2016年，上市近13年之后，从新加坡主板退市。

## 争议事件
2017年6月20日，国家食药监总局公布对西安银桥乳业（集团）有限公司食品安全生产规范体系检查情况，发现其婴幼儿配方乳粉生产存在包材库、成品库发货区未设置防雨棚等设施，干法配料间缺少温湿度监控设备，未能提供内包装5名工人的健康证明等8项缺陷。
6月30日，银桥乳业旗下西安银桥贝多营养食品有限公司再遭国家食药监总局“点名”，其婴幼儿配方乳粉生产被审计出12项缺陷，并涉嫌“数据造假”：比如同一工人在同一时间分别在不同工序操作签名确认；其金优+2、3段盒箱生产日期与入库日期时间顺序存在逻辑矛盾等。